# Ropica grossepunctata
Ropica grossepunctata är en skalbaggsart som beskrevs av Stefan von Breuning 1939. Ropica grossepunctata ingår i släktet Ropica och familjen långhorningar. Inga underarter finns listade i Catalogue of Life.